# Генерал Рахімов (фільм)
«Генерал Рахімов» — радянський чорно-білий художній фільм 1967 року, знятий на кіностудії «Узбекфільм».

## Сюжет
В основі сюжету — факти з військової біографії генерала Сабіра Рахімова, командувача дивізією в складі Другого Білоруського фронту. Час дії — Велика Вітчизняна війна.
Після закінчення академії генерал-майор Рахімов повернувся на фронт і в листопаді 1944 року призначений командиром 37-ї гвардійської стрілецької дивізії. Дивізія боролася в Східно-Пруській наступальної операції. Генерал Рахімов відзначився при штурмі міста-фортеці Грауденц, яку обороняв 9-тисячний гарнізон. Бійці його дивізії потужним ударом 16 лютого 1945 року прорвали ворожі укріплення на підступах до міста, зайняли кілька населених пунктів і першими увірвалися в місто. У жорстокому бою на міських вулицях, де кожен будинок був пристосований до оборони, ворог кілька разів витісняв атакуючі частини з міста і кожен раз гвардійці відновлювали зайняті рубежі. Завзяті дії дивізії Рахімова стягнули на неї основні сили гарнізону, що дозволило іншим частинам у ніч на 22 лютого з різних сторін одночасним ударом заволодіти містом. Залишки гарнізону сховалися в середньовічній цитаделі і через кілька днів капітулювали.
В одному з боїв 26 березня 1945 року при артилерійському обстрілі атакуючих частин ворожими кораблями прямим попаданням важкого снаряда був зруйнований спостережний пункт дивізії. Генерал-майор Сабір Рахімов, який перебував на спостережному пункті, був смертельно поранений осколком снаряда в голову і через кілька годин помер у госпіталі, не приходячи до тями.

## У ролях
- Закір Мухамеджанов — Сабір Умарович Рахімов, генерал-майор, Герой Радянського Союзу (озвучив Володимир Дружников)
- Владислав Стржельчик — бригадефюрер СС Фріке
- Василь Циганков — Леонід Сергійович Оборін, начальник штабу, полковник (озвучив Володимир Кенігсон)
- Володимир Прохоров — Михайло Григорович Холод, командир 112-го полку, полковник
- Клеон Протасов — Павло Бобильов, полковник, друг і соратник Рахімова
- Олександр Попов — Маслов
- Георгій Шевцов — Браун, німецький офіцер
- Олександр Ширшов — дядько Кіндрат, Бабич, тато Люсі
- Яніс Грантіньш — Йоахім Вернер, полонений солдат
- Антон Сунцев — Олександр Короленко, сержант
- Ельвіра Бруновська — сержант медичної служби
- Гіві Берікашвілі — вусатий
- Олена Санаєва — Люся
- Ладо Цхваріашвілі — майор
- Баба Аннанов — Хакім Нурмухамедов, командир полку, подполковник
- Ісамат Ергашев — Бабаєв, ад'ютант
- Борис Кудрявцев — Сергій Максимович Курганов, генерал-лейтенант
- Герман Нурханов — епізод
- Ельза Радзиня — Ольга Петрівна, військлікар
- С. Ульджабаєв — епізод
- Борис Чунаєв — Сьомкін
- Уміт Якубов — епізод
- Гойїб Іскандаров — епізод
- Лідія Фреймане — ув'язнена концтабору
- Артурс Калейс — фон Зейдель
- Семен Соколовський — Василь Степанович, командуючий армією, генерал-полковник (озвучив Аркадій Толбузін)
- Луйс Шмітс — епізод
- Талівалдіс Мацієвскіс — епізод
- Дз. Ейзенталс — епізод
- Карп Клетнієкс — епізод
- Петеріс Цепурнієкс — німець
- Євген Сегеді — німецький генерал
- Л. Апініс — епізод
- Анатолій Мартінсон — епізод
- Андріс Мекш — епізод
- Петеріс Васараудзіс — епізод
- Петеріс Луціс — епізод
- Арно Упенієкс — солдат
- М. Горохов — епізод
- Оскарс Зіємельнієкс — епізод

## Знімальна група
- Режисер — Загід Сабітов
- Сценаристи — Ігор Луковський, Загід Сабітов, Каміль Яшен
- Оператор — Леонід Травицький
- Композитор — Руміль Вільданов
- Художник — Валентин Синиченко